# Politécnico de Umutara
El Politécnico de Umutara fue fundado en 2004, está situado en la ciudad de Nyagatare, la capital del distrito de Nyagatare en la Provincia Oriental del país africano de Ruanda.
La universidad comenzó su primer año académico el 2 de mayo de 2006 con 265 estudiantes y un personal de 16 integrantes. Se organiza en las facultades de Agricultura, Comercio y Economía Aplicada, Tecnología de Información y Comunicación (TIC), y Veterinaria. El 28 de agosto de 2008, el Politécnico fue declarado como una institución pública de educación superior en una reunión de gabinete presidida por el presidente de la República de Ruanda.